# Petter Gedda

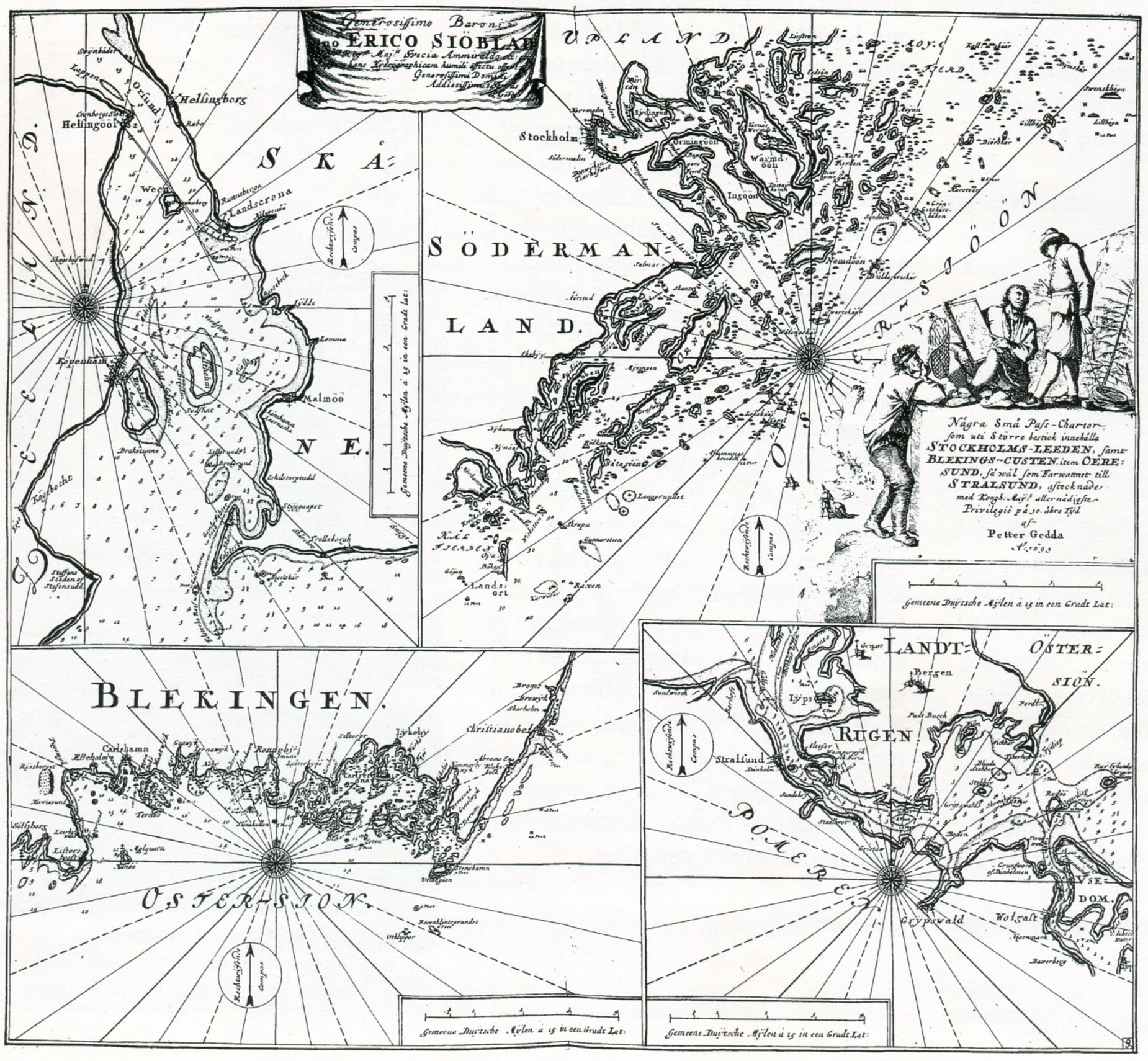
Del av Geddas sjökarta från 1695:
General hydrografisk chartbook Öfwer Östersiön och Kattegatt.

Petter Gedda, född 31 december 1661 i Lövångers socken i Västerbotten, död 19 juni 1697 i Karlskrona, var en svensk kartograf och tecknare. Geddas sjökort var de första som grundade sig på mätningar i Sveriges kustområden.

## Biografi

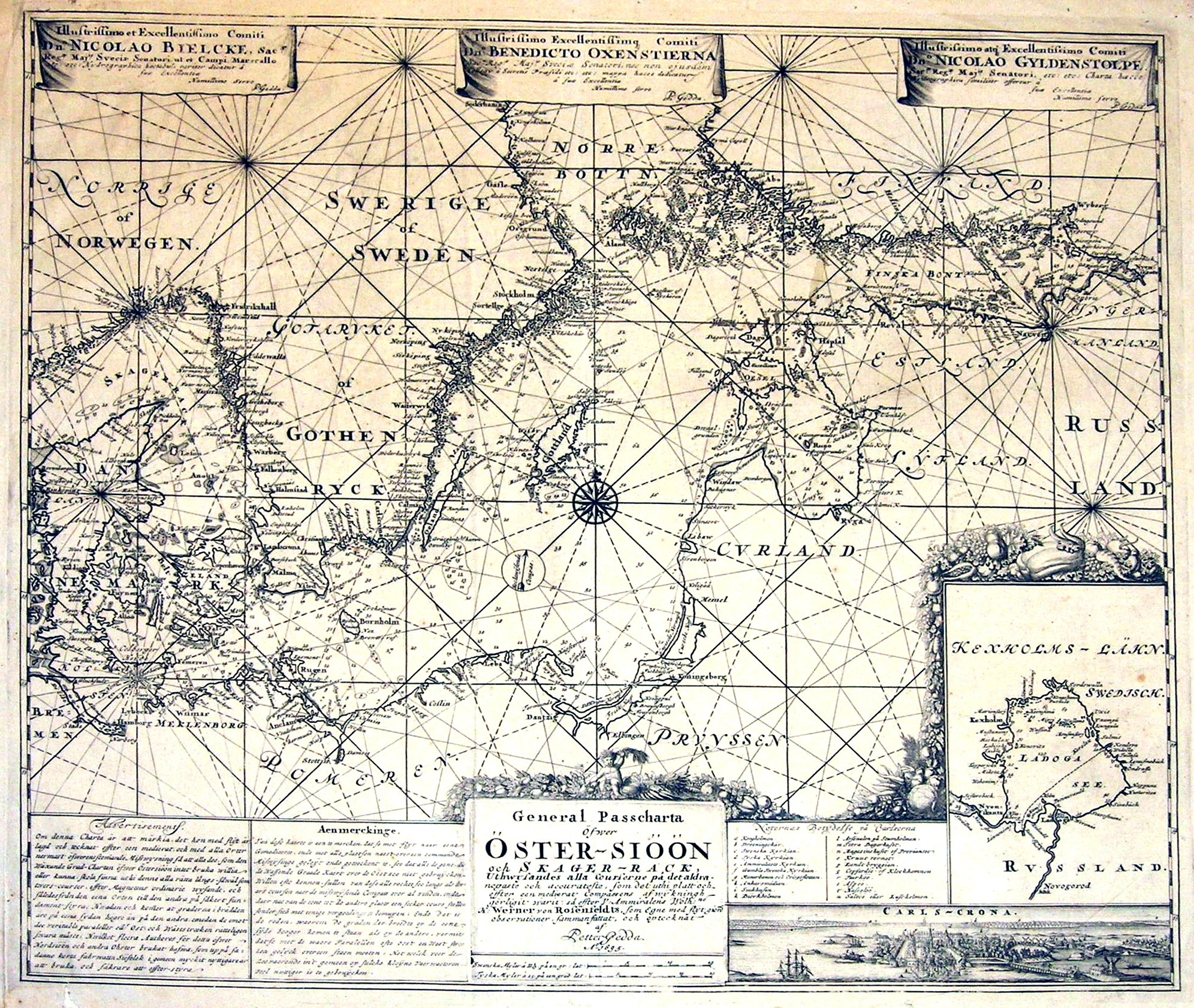
Geddas generalkarta över Östersjön från 1695.

Petter Gedda var son till lantmätaren och inspektören Johan Persson Gedda och Katarina Palm och gift med Kristina Braun. När han var tretton år följde han sin far till Ingermanland och hjälpte honom med kartografiska sysslor. Under resan hade han blivit inskriven vid Uppsala universitet och han studerade där några år efter hemkomsten 1678, innan han blev lantmätare i Åbo och Björneborg. År 1681 anställdes han som konduktör vid Amiralitetet (Marinens högsta ledning) och 1685 blev han inspektör för Upplands lantmätare. Han återvände till Amiralitetet 1687 och efterträdde amiral Werner von Rosenfeldt som direktör för landets alla styrmän, ett yrke som numera kallas lotsar. 
Gedda var därmed chef för Navigationskontoret i Karlskrona och ett av hans första arbeten blev att kartera svenska västkusten, vilket resulterade i "Hydrographisk charta öfwer cousten ifrån Giöteborgs inlop alt in til Warberg... anno 1691". Till denna detaljerade karta som alltså beskriver kusten mellan Varberg och Göteborg, hör värdefulla uppgifter om djup och olika insegligsförhållanden med mera. 
Han utgav 1693 tillsammans med Werner von Rosenfeldt Navigationen eller styrmanskonsten som innehöll ett egenhändigt ritat sjökort över Östersjön. Samma år fick han privilegium på en svensk sjöatlas. Den utgavs 1695 i tio kartblad tryckta i Amsterdam under namnet General hydrographisk chartbook öfwer Östersiön och Kattegatt. Den räknas idag som ett av de viktigaste kartverket som utgavs under 1600-talet. 
För Sjökarteverkets del betecknades Geddas död vid endast 35 års ålder som "en stor förlust". Gedda är representerad med originalmanuskriptet till sin sjöatlas vid Örlogsvarvet i Karlskrona.